# Grandris
Grandris ist eine französische Gemeinde  mit 1212 Einwohnern (Stand: 1. Januar 2022) im Département Rhône in der Region Auvergne-Rhône-Alpes. Sie gehört zum Arrondissement Villefranche-sur-Saône und zum Kanton Tarare.

## Lage
Grandris liegt 55 Kilometer nordwestlich von Lyon, etwa 50 Kilometer von Roanne und rund 35 Kilometer westlich von Villefranche-sur-Saône.
Zwischen dem Zentralmassiv und den Weinbergen des Beaujolais liegt Grandris am Oberlauf des Azergues, der hier Teil eines Naturschutzgebietes ist.

## Geschichte
Der Ort ist seit gut 2000 Jahren besiedelt. Am 5. Juli 1876 wurde die Errichtung einer Telegrafenstation vereinbart. Am 26. April 1900 kam das Telefon nach Grandris. Am 15. Dezember 1905 wurde auf Betreiben von Michel Duperray die elektrische Beleuchtung des Ortes beschlossen.

### Bevölkerungsentwicklung
Heute gibt wie vor rund 200 Jahren etwas mehr als 1000 „Grandrisiens“. Ab 1830 verdoppelte sich die Population, sank aber ab etwa 1890 wieder ab.
| Jahr                       | 1954 | 1962 | 1968 | 1975 | 1982 | 1990 | 1999 | 2006 | 2007 | 2012 |
| Einwohner                  | 1277 | 1241 | 1171 | 1042 | 1025 | 1068 | 1033 | 1199 | 1222 | 1164 |
| Quellen: Cassini und INSEE |      |      |      |      |      |      |      |      |      |      |

## Bildung
In Grandris gibt es eine öffentliche Grundschule, auf die etwa hundert Kindern gehen, sowie eine von 35 Kindern besuchte Privatschule. Ein Collège (Sekundarschule) befindet sich vier Kilometer entfernt in Lamure-sur-Azergues.

## Kultur
Im Sommer findet das „Beaujol’Rock Festival“ statt. Zu den kostenlosen Konzerten kommen mehr als 500 Festivalbesucher. 
Die „Association Grandrisienne pour la Réalisation d’Animations et de Fêtes“ (A.G.R.A.F) zählt 37 Mitglieder, die Theaterstücke aufführen. 

## Gesundheit
In Grandris gibt es ein gemeinsam mit der Gemeinde Létra unterhaltenes Krankenhaus.

## Sport
Anlagen für Basketball und Tennis gibt es ebenso wie eine Seilrutsche und einen Skatepark.

## Umgebung
Die Umgebung wird durch die Nadelwälder geprägt. Die ehemalige Mülldeponie wurde zu einem Arboretum umgestaltet.